# Мелу Виана, Фернанду ди
Ферна́нду ди Ме́лу Виа́на (порт. Fernando de Mello Vianna; 15 марта 1878, Сабара, Минас-Жерайс, Бразильская империя — 10 февраля 1954, Рио-де-Жанейро, Бразилия) — бразильский адвокат и государственный деятель, вице-президент Бразилии (1926—1930).
Мелу Виана — второй мулат на посту вице-президента Бразилии (после Нилу Песаньи).

## Биография
Получил высшее образование на Юридическом факультете Ору-Прету, который окончил в 1900 году. Работал прокурором, адвокатом и судьёй в Мар-ди-Эспанье, Уберабе и других городах. Был известен тем, что в начале своей карьеры объявил себя атеистом. 
В 1919 году был назначен генеральным прокурором Минас-Жерайса, в 1922 году стал министром внутренних дел штата.
В августе 1924 года был избран губернатором Минас-Жерайса. Он покинул этот пост в сентябре 1926 года, чтобы занять должность вице-президента Бразилии в правительстве Вашингтона Луиса, на которую был избран в марте 1926 года. 6 февраля 1930 года, за несколько дней до президентских выборов, во время предвыборного мероприятия в Монтес-Кларосеон был ранен тремя выстрелами в шею . Его личный секретарь скончался на месте. 
После победы революции в 1930 году выехал в Европу и жил в эмиграции в течение 8 лет. Вернувшись в Бразилию, занимался юридической практикой. После свержения Варгаса вернулся в политику и в 1946 году был избран сенатором от Социал-демократической партии, став его вице-президентом. В 1954 году Мелу Виана умер в Рио-де-Жанейро.